# Zwapnienie
Zwapnienie, kalcyfikacja – odkładanie się soli wapnia w tkankach miękkich organizmu. 
Może być zjawiskiem naturalnym np. w czasie kostnienia szkieletu, czy powstawania pancerzy u bezkręgowców. Towarzyszy również pewnym procesom chorobowym, prowadząc do utraty elastyczności tkanek (np. zwapnienie ścięgna Achillesa spowodowane nawracającymi urazami i zapaleniem ścięgien) lub wapnienia patologicznych struktur (np. blaszki miażdżycowej).
Pośród bezpośrednich przyczyn wymienia się niedobór witaminy K oraz nieprawidłowe proporcje wapnia do witaminy D prowadzące do zaburzeń przyswajania wapnia oraz nieprawidłowej gospodarki minerałów w organizmie. Przyjmowanie nadmiernej ilości witaminy D może prowadzić do jej hiperwitaminozy i nadmiernego wchłaniania wapnia, gdy towarzyszy temu niedobór witaminy K. Proces ten jest również wywoływany przez warfarynę, działającą antagonistycznie wobec witaminy K.